# Фредерик Грегъри
Фредерик Дрю Грегъри (на английски: Frederick Drew Gregory) е американски тест пилот, полковник от USAF и астронавт на НАСА, участник в три космически полета.

## Образование
Фредерик Грегъри завършва колежа Anacostia High School във Вашингтон, Федерален окръг Колумбия през 1958 г. През 1964 г. завършва Академията на USAF в Колорадо Спрингс, Колорадо с бакалавърска степен по инженерни науки и военно звание лейтенант. През 1977 г. получава магистърска степен по информатика в университета „Джордж Вашингтон“.

## Военна кариера
Фредерик Грегъри става боен пилот през 1965 г. През юни 1966 г. е изпратен във Виетнам като пилот на спасителен хеликоптер H-43. През 1967 г. става пилот на боен хеликоптер UH-1F. След завръщането си от Виетнам се преквалифицира като пилот на изтребител F-4 Phantom. През 1971 г. завършва школа за тест пилоти в Мериленд. В кариерата си има 6976 полетни часа на 50 различни типа хеликоптери и самолети, както и 550 бойни полета, извършени по време на Виетнамската война.

## Служба в НАСА
Фредерик Грегъри е избран за астронавт от НАСА на 16 януари 1978 г., Астронавтска група №8. Първите си назначения получава по време на мисиите STS-1 и STS-2, когато е включен в поддържащите екипажи на полетите. Той е взел участие в три космически полета и има 456 часа в космоса.

### Полети
| Космически полети на Фредерик Дрю Грегъри              | Космически полети на Фредерик Дрю Грегъри | Космически полети на Фредерик Дрю Грегъри | Космически полети на Фредерик Дрю Грегъри | Космически полети на Фредерик Дрю Грегъри | Космически полети на Фредерик Дрю Грегъри | Космически полети на Фредерик Дрю Грегъри |
| №                                                      | Дата                                      | КК                                        | Емблема на мисията                        | Функции                                   | Продължителност                           |                                           |
| ------------------------------------------------------ | ----------------------------------------- | ----------------------------------------- | ----------------------------------------- | ----------------------------------------- | ----------------------------------------- | ----------------------------------------- |
| 1                                                      | 29 април 1985                             | „Чалънджър“, мисия STS-51B                |                                           | Пилот                                     | 7 денонощия 00 часа 08 мин. 46 сек.       |                                           |
| 2                                                      | 23 ноември 1989                           | „Дискавъри“, мисия STS-33                 |                                           | Командир                                  | 5 денонощия 00 часа 06 мин. 46 сек.       |                                           |
| 3                                                      | 24 ноември 1991                           | „Атлантис“, мисия STS-44                  |                                           | Командир                                  | 6 денонощия 22 часа 50 мин. 44 сек.       |                                           |
| Сумарно време в космоса – 18 денонощия 23 часа 04 мин. |                                           |                                           |                                           |                                           |                                           |                                           |

### Административна дейност
- От 1992 до 2001 г. е Директор по сигурността на полетите в НАСА.
- От 12 август 2002 до 4 ноември 2005 г. е Заместник-директор на НАСА (с изключение на периода, в който е временно изпълняващ длъжността Директор).
- От 11 февруари до 14 април 2005 г. е временно изпълняващ длъжността Директор на НАСА.

На 29 ноември 2005 г. напуска НАСА.

## Награди
- Медал за отлична служба;
- Медал за похвална служба;
- Легион за заслуги;
- Летателен кръст за заслуги;
- Въздушен медал (16);
- Медал за похвала;
- Медал на НАСА за участие в космически полет (3);
- Медал на НАСА за отлична служба (2).